# Bashir Ahmad Dultz
Schech Bashir Ahmad Dultz (* 1935 in Königsberg als Joachim Dultz) ist ein deutscher muslimischer Religionsfunktionär und spiritueller Leiter einer Sufi-Gemeinschaft. Im Allgemeinen lässt er sich nur mit Schech Bashir anreden.

## Jugend
Er wurde 1935 als Ältester von sechs Geschwistern geboren. Sein Vater Alfred (Ahmad nach Beitritt zum Islam im Islamischen Zentrum Hamburg) war kaufmännischer Angestellter und dann Offizier, die Mutter Elsa ebenfalls kaufmännische Angestellte und Hausfrau.
Nach der Evakuierung Ostpreußens erlebte die Familie eine lange Flucht über die Ukraine, Polen, Mitteldeutschland, Tschechien und den Bayerischen Wald. 1947 wurde die Familie in Hamburg ansässig. Seit 1950 bekannte sich Bashir Ahmad Dultz zum Islam und wurde Mitglied der Islamischen Gemeinde Hamburg. 1951/1952 war er Mitbegründer der Deutschen Muslim-Liga, Hamburg.

## Jahre in Libyen
Nach seiner Schulzeit, einer Speditionskaufmanns-Lehre, dem Besuch einer Handelsschule und einer Abend-Universität ging Dultz für 30 Jahre nach Libyen, wo er jahrelang als Beduine lebte. 1957 heiratete er eine arabische Beduinin und wurde offiziell in deren königstreuen Stamm aufgenommen. Er hat acht Kinder, davon sind drei angenommene Waisenkinder.
1955 bis 1958 absolvierte Dultz ein Islamstudium an der ersten Universität Libyens. 1958 wurde er Ehrendoktor (Ph.D.h.c.) der „International Academy Canada“ für „Bemühungen um die Verständigung zwischen Menschen verschiedener Religionen und Rassen“. Sowohl privat als auch im Rahmen eines Sufi-Ordens agierte er als Gastgeber vieler muslimischer Repräsentanten aus dem In- und Ausland.
Zwei Jahre lang war er in der Finanzbehörde einer westlichen Militärverwaltung einer Provinz Libyens tätig, danach arbeitete er in der Finanzverwaltung der Botschaft der Vereinigten Staaten von Amerika.
1979 wurde Dultz aufgrund von stammes- und landespolitischen sowie religiösen Gründen (Sufi-Opposition) inhaftiert. 1981 wurde über ihn schließlich ein fünffaches Todesurteil als „Agent des Internationalismus (Volksfeind und Gegner der Revolution)“ verhängt. Anfängliche zusätzliche Anklagepunkte wie zum Beispiel „Bandenbildung und Schmuggel“ mussten bereits während der Untersuchung fallen gelassen werden. Als Folge dieser Ereignisse verlor Dultz die libysche Staatsangehörigkeit.
Im Mai 1983 kehrte er im Rahmen des sogenannten Terroristenaustauschs nach Deutschland zurück, seine Familie lebt jedoch weiterhin in Libyen.

## Leben in Deutschland
Von Oktober 1983 bis Juni 1994 hatte Dultz eine Anstellung in der Finanzverwaltung der Botschaft der USA in Bonn.
Seit Ende 1983 ist er auch mit der Deutschen Chadigah „islamisch“, das heißt in einer Zweitehe verbunden.
Als Beauftragter eines Sufi-Ordens für den deutschsprachigen Raum wurde Dultz Schech (= Scheich) der Tariqa As-Safinah, die zur Schadhiliyya-Tradition gehört.

## Funktionen
- Vorsitzender der Deutschen Muslim-Liga von 1984 bis 1988, Mitglied des Vorstands von 1988 bis 1992.
- 1989 Gründer und bis 2010 Vorsitzender der Deutschen Muslim-Liga Bonn e. V. („DMLBonn“).
- Von 1986 bis 1994 Vorstandsmitglied und dann bis Februar 2006 Vorsitzender der Christlich-Islamischen Gesellschaft e. V. Seither Ehrenmitglied und Mitglied des Kuratoriums.
- Honorary fellow des jüdischen Leo Baeck College, London, seit Oktober 1998.
- Mitglied des DIWAN-Komitees (Komitee des Zentralrats der Muslime in Deutschland und des Islamrats für die Bundesrepublik Deutschland zur Bestimmung von Beginn und Ende des Fastenmonats Ramadan in Deutschland).
- 2006 Mitbegründer und seither Delegierter der DMLBonn im „Rat der Muslime Bonn“.
- Seit 2005 Mitglied im „Global Council“ (Weltvorstand) der United Religions Initiative (URI) (das heißt einer der drei gewählten Repräsentanten für Europa).
- Mitglied des Vorstandes der United Religions Initiative Europe (URI Europe), Brüssel, seit 1999.
- Gründungsmitglied und Vorsitzender von URI Deutschland (gegründet 2005).
- Gründungsmitglied des Bendorfer Forums für ökumenische Begegnung und interreligiösen Dialog e. V.
- Bis 1999 war er muslimischer Team-Leiter in der jährlich in Bendorf im Hedwig-Dransfeld-Haus tagenden, einwöchigen Ständigen Europäischen Konferenz von Juden, Christen und Muslimen in Europa (JCM).
- Seit 1985 ist er muslimischer Teamleiter der alle zwei Jahre stattfindenden einwöchigen "Three Faiths Summer School" von Juden, Christen und Muslimen (JCM) in Ammerdown (Großbritannien).

Darüber hinaus ist er Vorstands- beziehungsweise einfaches Mitglied in mehreren Organisationen und Vereinigungen, wie zum Beispiel:
- Weltkonferenz der Religionen für den Frieden (WCRP),
- in einer Anzahl von deutsch-arabischen Freundschafts-Vereinigungen,
- in einigen Sufi-Gruppen/Orden im In- und Ausland,
- und in einigen ausländischen islamischen Zentren.

Dultz tritt als Referent und Mitveranstalter von Seminaren in Erscheinung.
Im September 2008 wurde ihm für sein Engagement im interreligiösen Dialog das Bundesverdienstkreuz verliehen.